# Oedothorax angelus
Oedothorax angelus is een spinnensoort in de taxonomische indeling van de hangmatspinnen (Linyphiidae).
Het dier behoort tot het geslacht Oedothorax. De wetenschappelijke naam van de soort werd voor het eerst geldig gepubliceerd in 1998 door Andrei V. Tanasevitch.